# Herbita subapicalis
Herbita subapicalis är en fjärilsart som beskrevs av Paul Dognin 1900. Herbita subapicalis ingår i släktet Herbita och familjen mätare. Inga underarter finns listade i Catalogue of Life.